# دستاورد (بازی های ویدیویی)
در بازی‌های ویدیویی، دستاورد (یا جایزه) یک هدف فرامتا تعریف شده خارج از پارامترهای یک بازی است. فرامتا به معنی یک پاداش دیجیتال است که نشانگر مهارت یک بازیکن در انجام یک وظیفه یا چالش خاص در یک بازی ویدیویی است. برخلاف سیستم‌های درون بازی از مأموریت‌ها، وظایف و سطوح که معمولا اهداف یک بازی ویدیویی را تعریف می‌کنند و تأثیر مستقیمی بر گیم‌پلی بیشتر دارند، مدیریت دستاوردها معمولا خارج از محیط و معماری بازی انجام می‌شود. برآورده شدن شرایط تحقق و دریافت جایزه توسط بازی، به عنوان راهی برای پیشبرد اهداف بازی در نظر گرفته می‌شود.

## هدف و انگیزه
دستاوردها در بازی‌ها جهت افزایش طول عمر عنوان بازی و ارائه انگیزه به بازیکنان برای انجام کارهایی فراتر از اتمام ساده بازی، بلکه برای پیدا کردن تمام راز و رمزها و انجام تمام چالش‌های آن طراحی شده‌اند. اینها به طور موثر چالش‌های مختلف طراحی شده‌اند که توسط توسعه‌دهنده برای لذت بیشتر بازیکنان طراحی و توسعه داده شده‌اند. این دستاوردها ممکن است با اهداف ذاتی بازی هماهنگ باشند، مانند اتمام یک مرحله استاندارد در بازی (مانند سطوح مختلف بازی برای شکست دادن دشمنان در هر سطح یک بازی)، یا اهداف فرعی مانند پیدا کردن پاورآپ‌های مخفی یا المان‌های پنهان، در بازی‌ها قرار می‌گیرند. حتی ممکن است مستقل از اهداف اصلی یا فرعی بازی باشند و از طریق انجام بازی به روشی خرید درون برنامه‌ای و یا طرق دیگر برای بازیکن کسب شوند. برخی از دستاوردها ممکن است به دیگر دستاوردهای درون بازی نیز ارجاع داده شوند - بسیاری از بازی‌ها یک دستاورد دارند که نیازمند این است که بازیکن تمام دستاوردهای دیگر را کسب کرده باشد.
برخلاف برخی از آیتم‌ها که به طور سنتی، بازیکنان ارتباط مستقیمی با ارتقاء گیم‌پلی (مانند لوله وارپ در Super Mario Bros.) یا اضافه کردن ویژگی‌های دیگر در بازی (مانند اسلحه‌ها یا سطوح مخفی در بازی‌های اول شخص مثل Doom) نداشتند، ممکن است شرایط مشابهی در یک بازی وجود داشته باشد که دستاوردهای جذابی برای بازکردن آیتم‌های موجود در یک بازی برای بازیکن وجود داشته باشند. علاوه بر این، دستاوردهای استفاده شده در بازی‌های مدرن معمولاً خارج از محیط بازی قابل مشاهده هستند ( به طور مثال در بستر اینترنت) و بخشی از پروفایل آنلاین بازیکن را تشکیل می‌دهند. این پروفایل‌ها شامل موارد زیر هستند: نام گیمر (Gamertag) برای شبکه Live Anywhere شرکت مایکروسافت که عناوین Xbox 360/Xbox One/Xbox Series X|S و بازی‌های رایانه‌ای با استفاده از Games for Windows – Live و Xbox Live در ویندوز 8 و ویندوز 10 را ترکیب می‌کند، و همچنین بازی‌های Xbox Live بر روی سایر پلتفرم‌ها؛ شناسه PSN برای شبکه PlayStation Network (PSN)؛ نمایش‌های دستاوردهای کسب شده در پروفایل کاربری برای Steam؛ پروفایل‌های Armory برای بازی World of Warcraft؛ و پروفایل‌های کاربری Lodestone برای بازی Final Fantasy XIV.
انگیزه بازیکن برای کسب دستاوردها در حداکثر کردن امتیاز خود (معروف به Gamerscore در Live، Trophy Level در PSN، و Achievement Showcase برای پروفایل‌های کاربری Steam) و دریافت امتیاز هر چه بیشتر برای عملکرد بازیکن بسیار حیاتی است. در نتیجه برخی از بازیکنان به دنبال بازکردن دستاوردهای مختلف درون بازی به عنوان یک هدف جهت پیشبرد اهدافشان هستند، حتی بدون اینکهبرای کسب این آیتم‌ها لذتی ببرند، سعی می‌کنند در جهت اهداف بازی عمل کنند. همچنین خوب است بدانید، این جامعه از بازیکنان معمولاً خود را به عنوان "شکارچیان دستاوردها" معرفی می‌کنند.